# Dan Tolkowsky

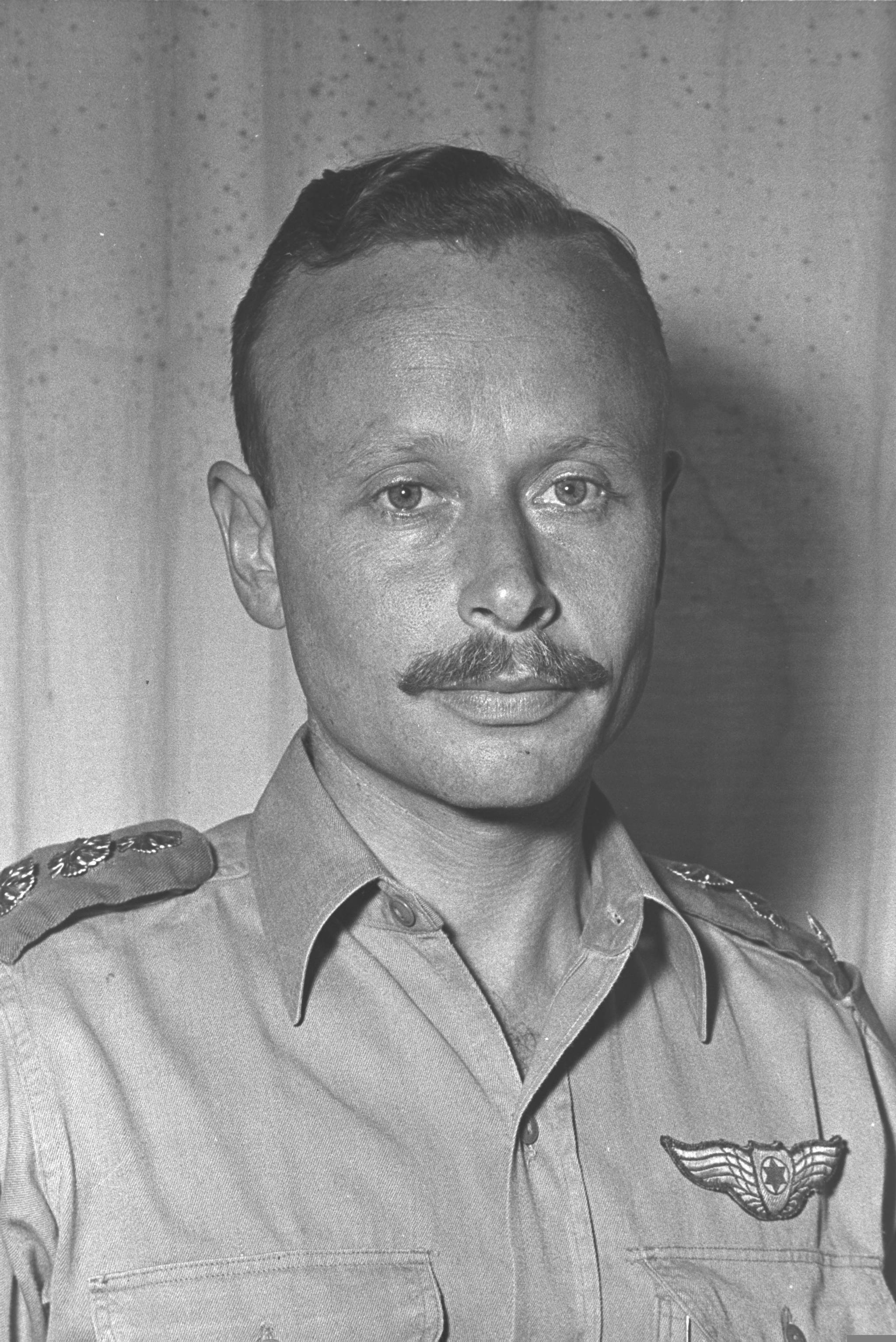
Dan Tolkowsky, Mai 1953

Dan Tolkowsky (* 17. Januar 1921 in Tel Aviv; hebräisch דן טולקובסקי) ist ein ehemaliger israelischer Aluf (entspricht etwa einem Generalmajor) und war von Mai 1953 bis Juli 1958 Befehlshaber der Israelischen Luftstreitkräfte (IAF). 
Tolkowsky war Sohn von Samuel Tolkowsky, einem bekannten zionistischen Aktivisten, und Enkel von Isaak Goldberg; er besuchte das Hebräische Herzlia-Gymnasium in Tel Aviv und trat 1936 der Hagana bei. Tolkowsky begann im Jahr 1943 mit dem Militärdienst, als die Royal Air Force eine jüdische Einheit aus Palästina nach Rhodesien (heute Simbabwe) schickte, um an einer Flugschule zu lernen. Tolkowsky war der erste in seiner Gruppe, der den Lehrgang absolvierte, und diente danach als Kampfpilot und später als Flugaufklärer während des Zweiten Weltkriegs in Griechenland.
Auf Grund seiner Flugerfahrung wurde Tolkowsky Gründungsmitglied der israelischen Luftwaffe. Er trat anfangs der Scherut Avir bei, dem kurzlebigen Vorläufer der IAF bzw. Luftstreitkraft der Hagana, wo er bei der Beschaffung moderner Militärmaschinen aus der Tschechoslowakei half. Im Jahr 1959 verließ er die Armee mit dem Rang Aluf (entspricht etwa einem Generalmajor).
Tolkowsky ist verheiratet und hat drei Kinder.